# Rudolf Degkwitz (junior)

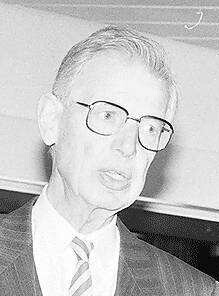
Rudolf Degkwitz (1989)

Rudolf Degkwitz (* 20. Juni 1920 in München; † 18. September 1990 in Freiburg im Breisgau) war ein deutscher Psychiater, von 1960 bis 1987 Direktor der Psychiatrischen Universitätsklinik in Freiburg und ab 1968 Ordinarius an der Universität Freiburg. Sein u. a. von ihm herausgegebenes kurzes Lehrbuch der Psychiatrie trägt den Reformbestrebungen der Psychiatrie seit 1960 Rechnung.

## Leben
- 1943 Promotion in München
- 1959 Habilitation in Frankfurt am Main
- 1964 außerordentlicher Professor
- 1960 bis 1987 Direktor der Psychiatrischen Universitätsklinik in Freiburg[1]
- 1968 ordentlicher Professor in Freiburg im Breisgau
- 1969 / 1979 Dekan in Freiburg
- 1979–1981 Prorektor in Freiburg

Während der Zeit des Nationalsozialismus war er am Widerstand der Weißen Rose Hamburg beteiligt und von Dezember 1943 bis Mai 1945 im Polizeigefängnis Fuhlsbüttel inhaftiert.
Er war der Sohn des Arztes Rudolf Degkwitz (senior) und der Bruder des Graphikers Hermann Degkwitz.

## Schriften
- mit Sven O. Hoffmann und Hildburg Kindt: Psychisch krank. Einführung in die Psychiatrie für das klinische Studium. Urban & Schwarzenberg, München u. a. 1982, ISBN 3-541-09911-9.
- als Herausgeber mit Helmut Siedow: Zum umstrittenen psychiatrischen Krankheitsbegriff (= Standorte der Psychiatrie. Bd. 2 = U-&-S-Taschenbücher. 65). Urban & Schwarzenberg, München 1981, ISBN 3-541-07972-X.